# Xenopus laevis
La rana de uñas africana (Xenopus laevis) es una especie acuática de anuro sudafricano de la familia Pipidae. Llega a medir 12 cm de largo con cabeza y cuerpo aplanados pero sin lengua. Su nombre proviene de las tres uñas de las patas traseras, cuya función es remover el fango para ocultarse de los depredadores. Introducida en Europa y América, se ha convertido en algunos países en una plaga que amenaza la fauna local.

## Investigación genética
Aunque el X. laevis no tenga un tiempo generacional corto ni la simplicidad genética deseadas para ser un modelo experimental, es muy usado como tal en biología del desarrollo, más específicamente para estudios de segmentación embrionaria. El X. laevis tarda entre 1 y 2 años en alcanzar la madurez sexual y, al igual que la mayoría de especies de su género, es tetraploide. A pesar de todo, la facilidad para manipular sus embriones y ovocitos (de gran tamaño) han colocado al X. laevis en un puesto de privilegio en la biología del desarrollo, tanto pasada como actual. Roger Wolcott Sperry usó X. laevis en su conocido experimento en el que describía el desarrollo del sistema visual.
Su condición de tetraploide ha permitido que su uso en la investigación genética vaya más allá del estudio de la biología del desarrollo, postulándose como un buen modelo de poliploidía en vertebrados.

### Segmentación embrionaria

#### Blastulación
Xenopus laevis es considerado un organismo modelo en estudios de desarrollo embriológico de anfibios. En estos organismos se da una segmentación holoblástica (completa) de tipo mesolecítica, debido a la concentración de vitelo en el polo vegetal, que genera impedimentos en la segmentación. Por esta razón, la primera división comienza en el polo animal y se va moviendo lentamente hacia el vegetal. A partir de esta división se ensancha el polo vegetal y se forma una cavidad que posteriormente se expande para dar lugar al blastocele. La segunda segmentación comienza en el polo animal, antes de que la primera división haya dividido el citoplasma vegetal. Esta segunda división se da en forma perpendicular a la primera y al igual que esta es meridional. La tercera segmentación se da de manera ecuatorial, pero no exactamente en el ecuador sino un poco desplazada hacia el polo animal, debido al vitelo. De esta manera el embrión queda dividido en cuatro micrómeras en el polo animal y cuatro macrómeras en el polo vegetal. Las micrómeras se dividirán rápidamente mientras que las macrómeras lo harán de forma lenta.

#### Promotor de la mitosis (FPM)
El ciclo celular de estas blastómeras está determinado por el promotor de la mitosis (FPM). Este promotor actúa como inductor de la mitosis y para el mantenimiento e iniciación de la profase. FPM es un complejo proteínico muy conservado evolutivamente, ya que se encuentra en formas similares desde levaduras hasta humanos. El FPM consta de dos subunidades, una subunidad mayor denominada ciclina B que regula la subunidad menor, la cinasa dependiente de la ciclina (cdc2). La subunidad de la ciclina es la reguladora y la subunidad de la cinasa es la encargada de transferir los grupos fosfatos del ATP a residuos específicos. En Xenopus no hay fase celular G en las primeras 12 divisiones, porque cuando FPM hace que las células entren en mitosis y cuando se degrada las células entran en fase S. Cuando el embrión tiene de 16 a 64 células se conoce como mórula. Luego de este estadio, cuando tiene 128 células, el embrión es considerado una blástula ya que comienza a verse el blastoporo.

#### Mapa de destino
Las células que forman la blástula tendrán diferentes destinos dependiendo de su posición en el embrión. Las capas que se encuentran al interior darán origen al mesodermo mientras que el endodermo y el ectodermo provienen de las capas superficiales. Por otro lado, los precursores de la notocorda y de los tejidos mesodérmicos se encuentran en la región ecuatorial bajo la capa superficial.

### Evolución del genoma[3]

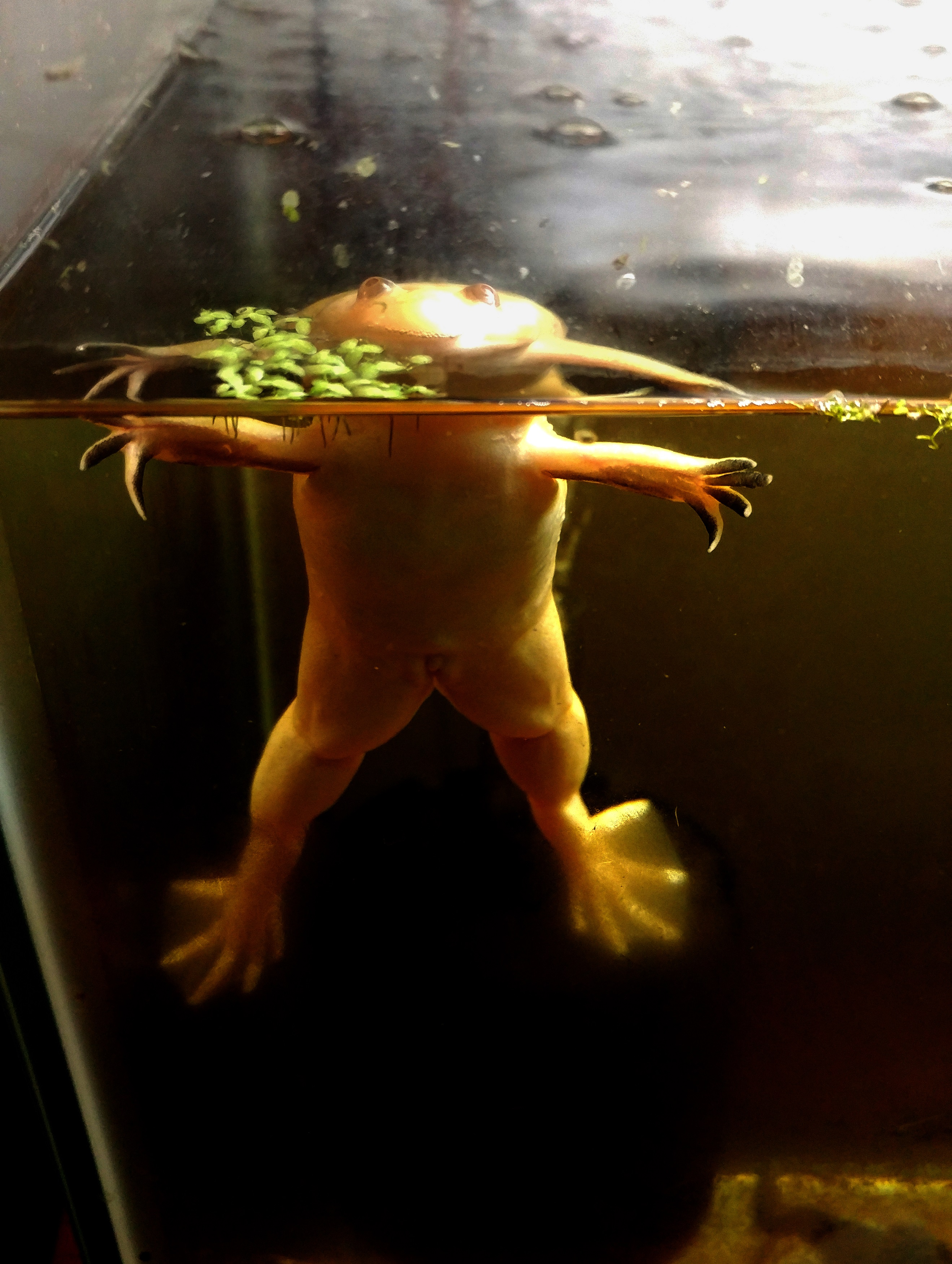
Rana cautiva albino macho con garras en posición flotante típica con solo los ojos y la nariz sobresaliendo. Tenga en cuenta las manos negras y los antebrazos utilizados para sujetar a la hembra durante amplexo.

X. laevis presenta una dotación cromosómica 2n=36, casi el doble que otras especies cercanas de ranas, lo que llevó a pensar que su genoma surgió mediante un fenómeno de poliploidía. 
Existen diversas hipótesis capaces de explicar la aparición de un organismo poliploide, en el caso de X. laevis se propuso que su alotetraploidia fue consecuencia de la hibridación interespecífica de dos progenitores diploides seguida de la duplicación espontánea del genoma; este fenómeno se sitúa hace 17-18 Ma.
Los subgenomas han evolucionado de forma asimétrica: uno ha preservado la organización cromosómica ancestral mientras que el otro ha sufrido reordenamientos intracromosómicos (inversiones principalmente), pérdida de genes por deleción, procesos de pseudogenización y cambios en los patrones de metilación del ADN y de las histonas. La relativa estabilidad del cariotipo de los anfibios ha favorecido la ausencia de reordenamientos intercromosómicos entre los subgenomas.
Tras el proceso de alotetraploidización, se conservaron más del 56 % de los genes codificantes de proteínas. Sin embargo, dependiendo de la función de las proteínas codificadas, los genes presentaban distintas tendencias de pérdida y de conservación; por ejemplo, la mayoría de genes que intervenían en rutas de regulación del ciclo celular se conservaron mientras que la mayoría de genes involucrados en la reparación del ADN se perdieron.

## En cautividad
Estas ranas están aumentando en los acuarios hogareños debido al hecho de que son relativamente fáciles de cuidar como animales domésticos. Se crían generalmente conviviendo con peces o ranas acuáticas más grandes que ellas. Se alimentan de gusanos e insectos, peces pequeños y camarón de salmuera vivo o desecado.

## Subespecies
Según ASW:
- Xenopus laevis bunyoniensis Loveridge, 1932
- Xenopus laevis laevis — Parker, 1936
- Xenopus laevis sudanensis Perret, 1966

## Sinonimia
- Bufo laevis Daudin, 1802
- Pipa laevis — Merrem, 1820
- Pipa bufonia Merrem, 1820

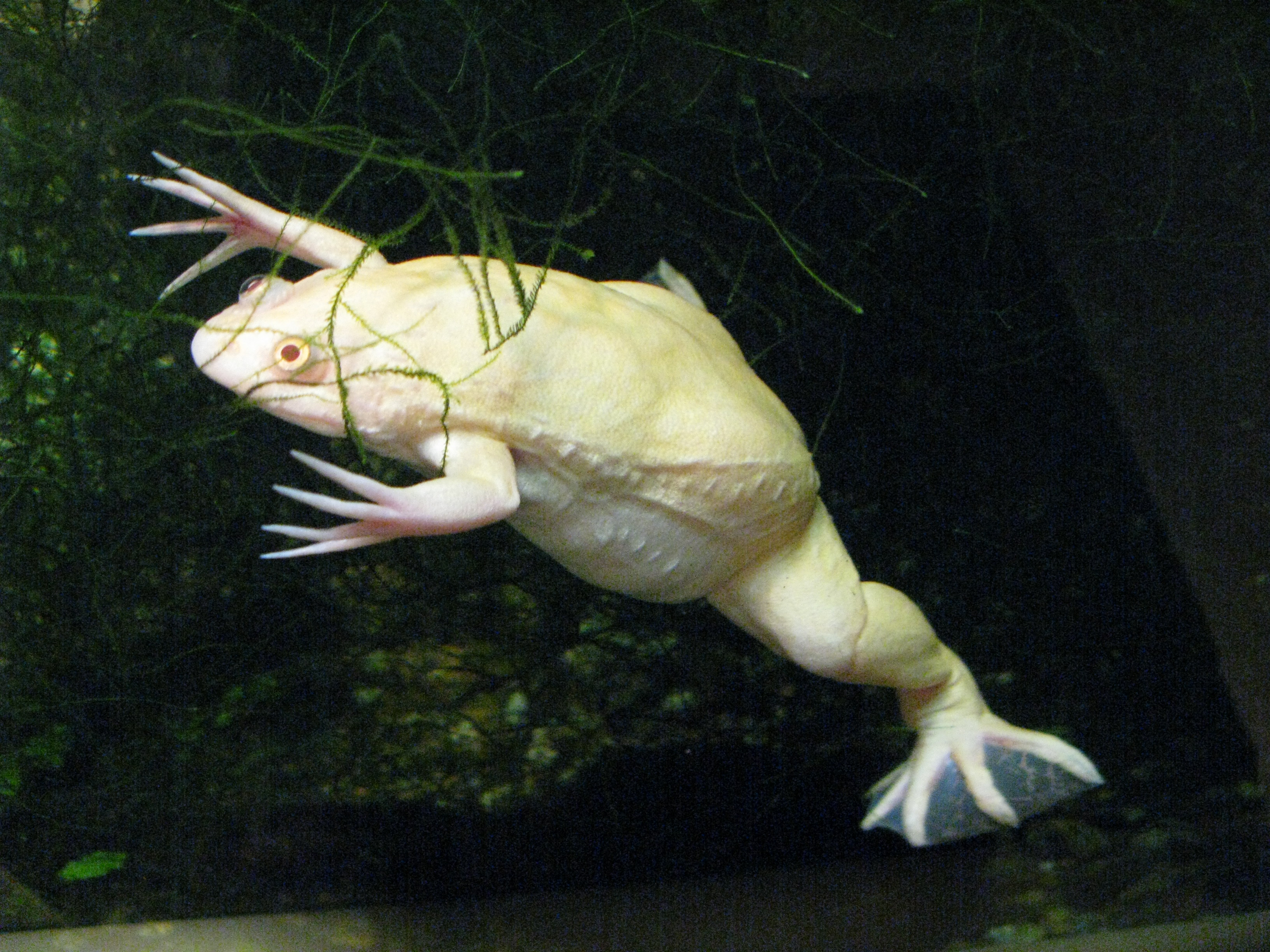
Ejemplar albino

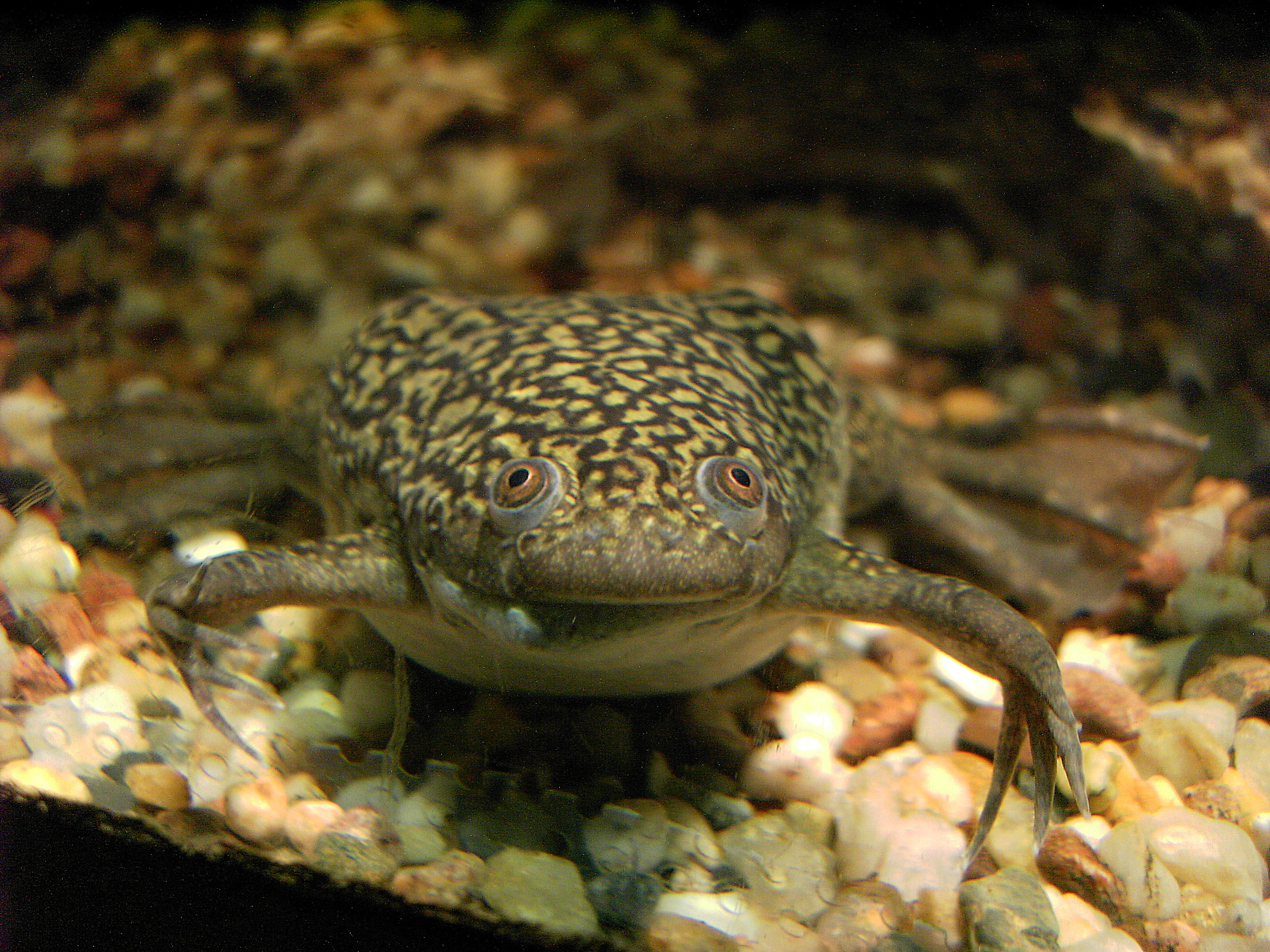

- Engystoma laevis — Fitzinger, 1826
- Xenopus boiei Wagler, 1827
- Dactylethra bufonia — Cuvier, 1829
- Dactylethra laevis — Cuvier, 1829
- Dactylethra capensis Cuvier, 1830
- Tremeropugus typicus Smith, 1831
- Xenopus bojei — Van der Hoeven, 1833
- Leptopus oxydactylus Mayer, 1835
- Leptopus boiei Mayer, 1835
- Pipa africana Mayer, 1835
- Dactylethera boiei — Tschudi, 1838
- Dactylethra levis — Duméril & Bibron, 1841
- Pipa laevis — Duvernoy In Cuvier, 1849
- Dactylethra delalandii Cuvier, 1849
- Xenopus (Dactylethra) boiei — Schlegel, 1858
- Dactylethra laevis — Günther, 1859
- Xenopus laevis — Steindachner, 1867
- Dactylethera laevis — Blanford, 1870
- Xenopus (laevis) bunyoniensis — Tymowska & Fischberg, 1973
- Xenopus (Xenopus) laevis — Kobel, Barandun & Thiebaud, 1998[8]

## Galería

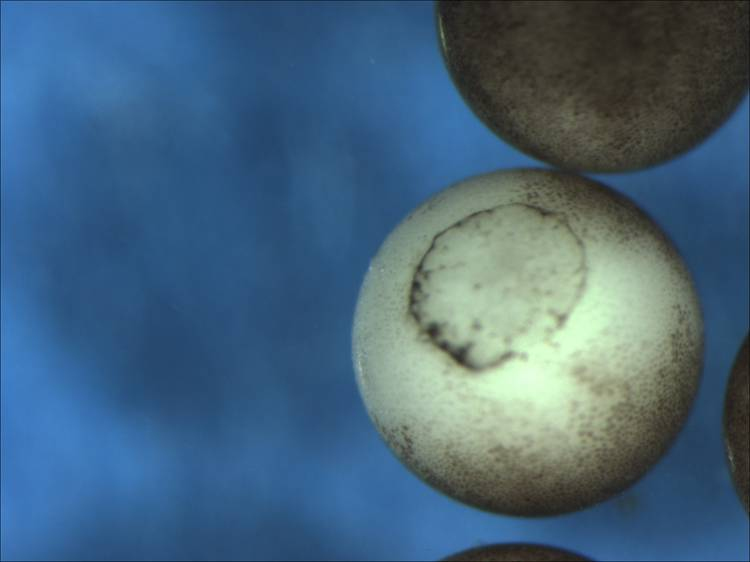
Gástrula de Xenopus laevis
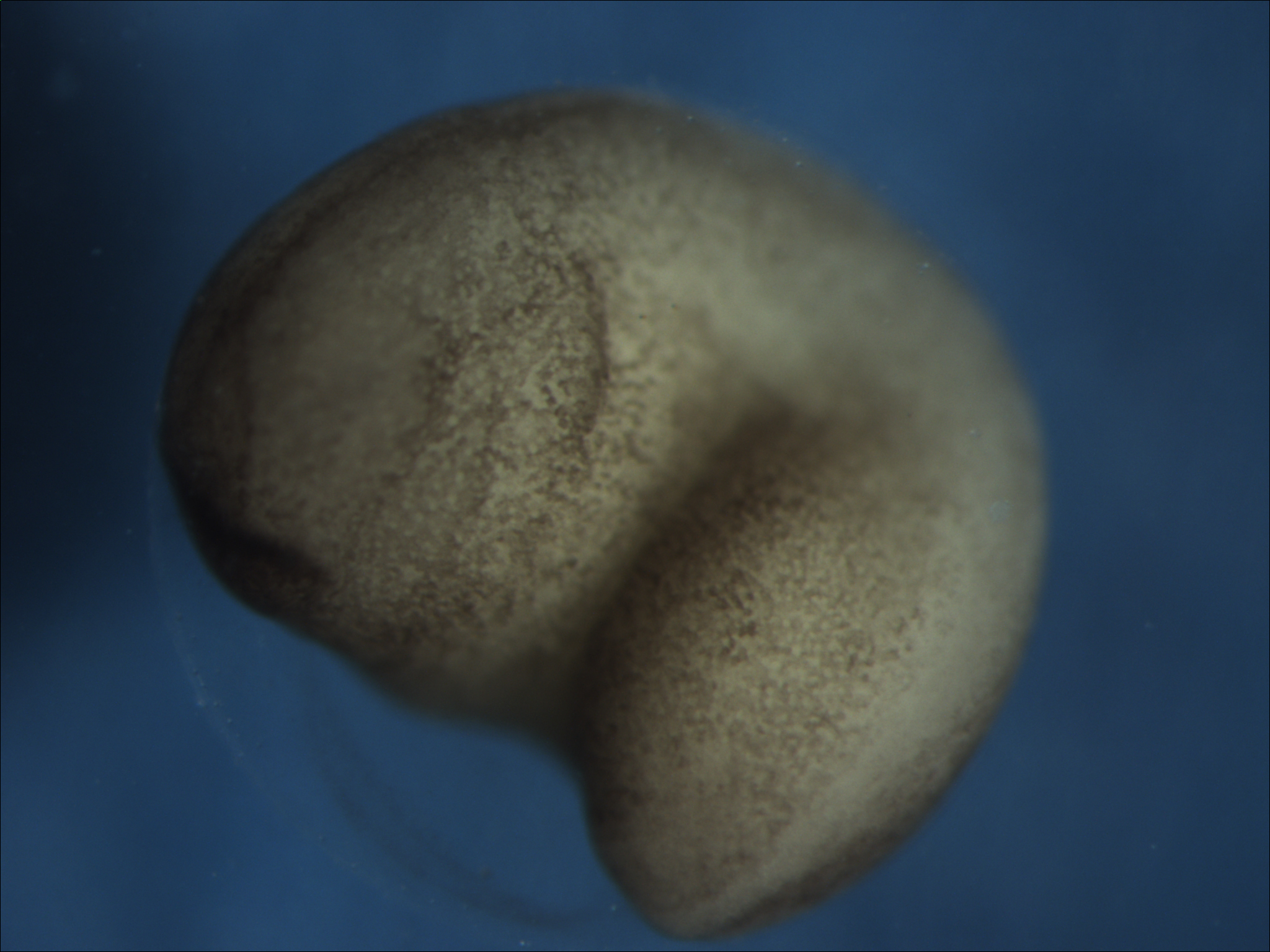
Embrión de Xenopus laevis de 3 días de desarrollo

## Carácter invasor

### Especie invasora en España
Debido a su potencial colonizador y constituir una amenaza grave para las especies autóctonas, los hábitats o los ecosistemas, esta especie ha sido incluida en el Catálogo Español de Especies Exóticas Invasoras, regulado por el Real Decreto 630/2013, de 2 de agosto, estando prohibida en España su introducción en el medio natural, posesión, transporte, tráfico y comercio.

### Especie invasora en Chile
La especie ha sido introducida accidentalmente al país en los años 1970, esto hizo que se infectara los ríos como el Copiapó y Limarí, ocupando actualmente la zona central de Chile en un área de más de 20.000 km² aproximadamente. Una de las consecuencias más graves de esta invasión biológica, es el desplazamiento de la especie nativa de rana chilena, Calyptocephalella gayi, la cual está en peligro de extinción.
Está incluida en el catálogo de las especies exóticas asilvestradas/naturalizadas en Chile.

## Test de embarazo
Esta especie ha sido utilizada para la detección de embarazos. En 1930 se desarrolló un test (prueba de la rana) según el cual se inyectaba orina humana a una hembra de la especie Xenopus laevis. La ovulación de la misma se veía estimulada si la orina inyectada contenía hCG (gonadotropina coriónica humana). En ese caso, la prueba de embarazo era considerada positiva.